# Я буду поруч
«Я буду поруч» — російсько-українська драма режисера Павла Румінова. Прем'єра відбулася в 2012. Фільм був представлений в конкурсі повнометражних фільмів на 23-му відкритому російському кінофестивалі «Кінотавр» і отримав Головний приз фестивалю.
Показ фільму в Україні відбувся 24 жовтня 2012 року в рамках «Тижня російського кіно» Molodist KIFF.

## Зміст
Інна працює керівником ресторану, вона заслужила любов колег і повагу начальства. У її житті є маленький Митя — син, в якому вона не сподівається душі, і який відповідає їй взаємністю. Але ідилії приходить кінець, коли героїня дізнається, що невиліковно хвора. Тепер в стислі терміни їй необхідно знайти нових батьків для своєї улюбленої дитини.

## Ролі
- Марія Шалаєва — Інна
- Рома Зенчук — Митя, син Інни
- Марія Сьомкіна — Ольга, прийомна мати
- Іван Волков — Сергій, прийомний батько}}
- Михайло Крилов — Борис, батько Миті
- Олена Морозова — Юля, подруга Інни
- Лев Бураков —
- Андрій Голану —
- Володимир Котов —
- Валерій Караваєв —

## Знімальна група
- Режисер — Павло Румінов
- Сценарист — Павло Румінов, Тихон Корнєв
- Продюсер — Володимир Зеленський, Сергій Шефір, Борис Шефір, Андрій Яковлєв, Георгій Малков, Олексій Учитель, Кіра Саксаганська
- Композитор — Олександр Іванов